# Papyrus 29
- Papyrus
- Onciale
- Minuscules
- Lectionnaire

Le papyrus 29 (dans la numérotation Gregory-Aland), désigné par le sigle {\displaystyle {\mathfrak {P}}}29, est un papyrus manuscrit, ancienne copie en grec des Actes des Apôtres, et qui n'en comporte que les versets 26:7-8 et 26:20. Le manuscrit a été daté par paléographie au début du IIIe siècle. Le faible nombre de versets ne permet pas de le rattacher avec certitude à la version occidentale de ce texte.

## Description
Le texte grec de ce codex est trop petit pour l’inclure dans une famille. Grenfell et Hunt ont remarqué qu’il ressemble aux Codex Bezae, au Minuscule 1597, et à quelques manuscrits en latin ancien. D’après Kurt Aland, il s’agit d’un « texte libre » et il le place dans la catégorie I. Selon Bruce Metzger et David Alan Black le manuscrit pourrait être de type occidental, mais Philip Comfort indique que « le fragment est trop petit pour être certain de son caractère textuel ».
Le manuscrit est actuellement hébergé à la bibliothèque Bodléienne, Gr. bibl. g. 4 (P) à Oxford,.